# Irmina Gliszczyńska
Irmina Mrózek Gliszczyńska, née le 9 février 1992 à Chojnice (Pologne), est une skipper polonaise.

## Palmarès
- Championnats du monde
  - 2012 28e
  - 2015 6e
  - 2016 5e
- Championnats d'Europe
  - 2015 8e
  - 2016 4e
- Championnats de Pologne de voile
  - 2015  Championne nationale